# American Enterprise Institute

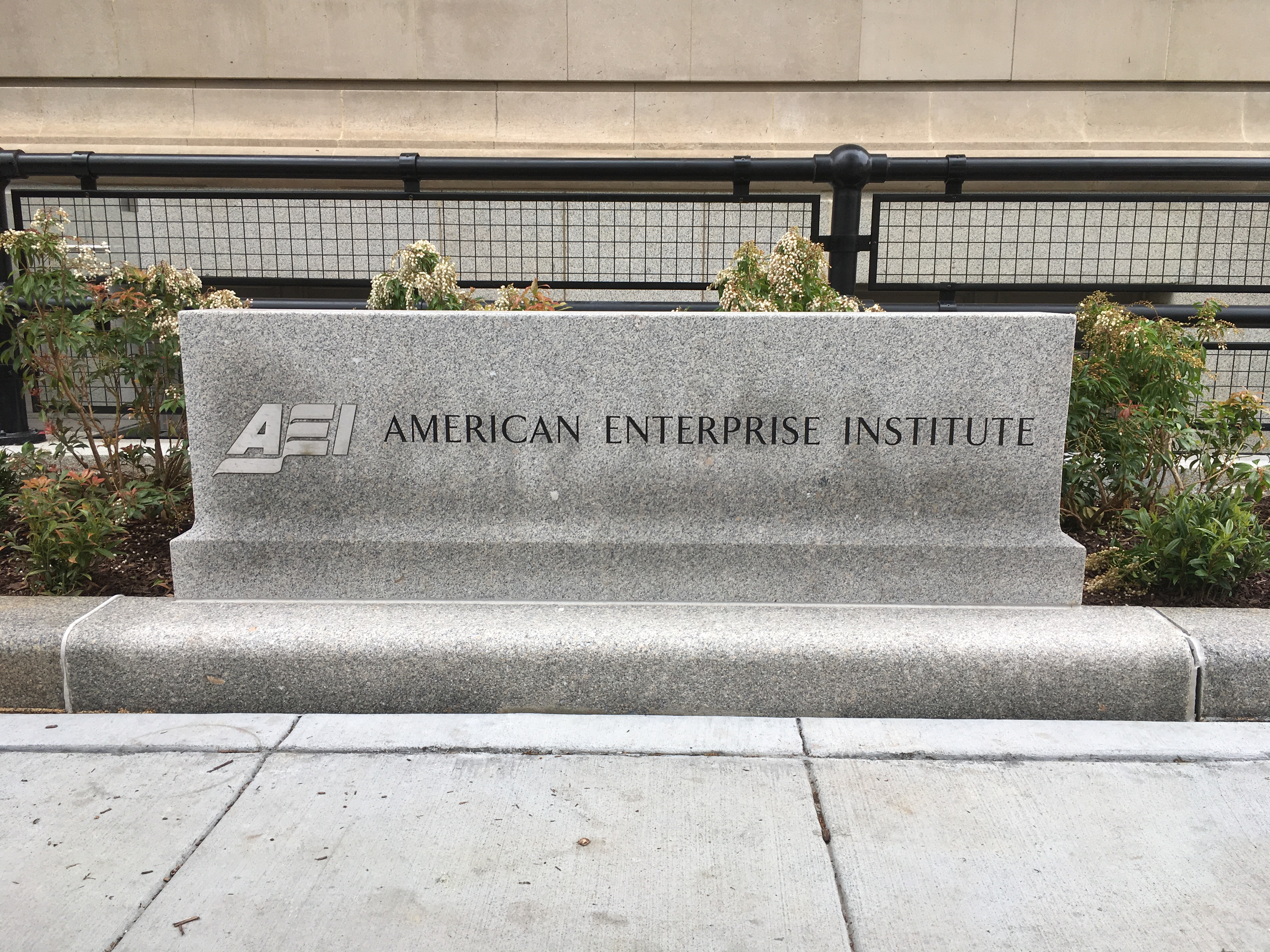
Skylt utanför huvudkontoret i Washington, DC.

American Enterprise Institute (AEI) är en neokonservativ tankesmedja i USA. 

## Bakgrund
Sedan starten 1943 har organisationen ägnat sig åt att plädera för klassiska amerikanskkonservativa fundament som fritt företagande, begränsad statsapparat och en kraftfull utrikes- och försvarspolitik. Till skillnad från sin nischade kontorssambo och vapendragare PNAC, ägnar sig AEI även åt inrikespolitiska frågor som ekonomi, handel, välfärd och federal beskattning och lagstiftning.
AEI är som tankesmedja en partipolitiskt oberoende och ideell organisation. Institutet finansieras främst genom avdragsgilla bidrag från stiftelser, näringsliv och privatpersoner. Det tar heller inte partipolitiska eller juridiska ställningstaganden, även om man förespråkar en företrädesvis republikansk agenda – det vill säga att de flesta forskningsresultaten tenderar att stödja konservativa och näringslivsanpassade antaganden.
Till sitt förfogande har AEI femtio forskare och experter inom de olika områdena. Forskningssidan förstärks dessutom genom ett nätverkssamarbete med fler än hundra adjungerade forskare på olika universitet och policyinstitut runt om i USA och andra länder.  AEI publicerar ett dussintal böcker och hundratals artiklar och rapporter varje år. Man publicerar även periodiska tidskrifter inom de olika intresseområdena och ett eget policymagasin, The American Enterprise, som enligt egen uppgift anses vara inflytelserikt. Publikationerna riktar sig till de politiska makthavarna, näringslivet, akademiker, media et cetera. Dessutom ordnar man ofta seminarier, konferenser, föredrag och andra evenemang som ofta får nationell mediatäckning. Många av AEI:s forskare och experter konsulteras ofta av amerikanska administrationen och lämnar inte sällan vittnesmål i olika utskottsförhör i kongressen.
Enligt 2002 års årsredovisning kom 35 procent av intäkterna i form av bidrag från stiftelser, 35 procent från privatpersoner och 24 procent från näringslivet. Idag är AEI att betrakta som den, vid sidan av PNAC, den mest neokonservativa tankesmedjan i USA.
| ” | "... At the American Enterprise Institute, some of the finest minds in our nation are at work on some of the greatest challenges to our nation. You do such good work that my administration has borrowed 20 such minds. I want to thank them for their service, but I also want to remind people that for 60 years, AEI scholars have made vital contributions to our country and to our government, and we are grateful for those contributions..." George W Bush, 28 februari 2003 | „ |

### Notförteckning
1. ↑   Arkiverad 17 april 2009 hämtat från the Wayback Machine.